# Вільямоль
Вільямоль (ісп. Villamol) — муніципалітет в Іспанії, у складі автономної спільноти Кастилія-і-Леон, у провінції Леон. Населення — 193 особи (2010).
Муніципалітет розташований на відстані близько 280 км на північний захід від Мадрида, 12 км на південний схід від Леона.
На території муніципалітету розташовані такі населені пункти: (дані про населення за 2010 рік)
- Вільякалабуей: 99 осіб
- Вільямоль: 69 осіб
- Вільяпесеньїль: 25 осіб

## Демографія
Динаміка населення (INE ):